# Kiarn Kelly
Kiarn Kelly (7 de febrero de 1988) es una deportista australiana que compitió en judo. Ganó dos medallas en el Campeonato de Oceanía de Judo en los años 2012 y 2013.

## Palmarés internacional
| Campeonato de Oceanía | Campeonato de Oceanía | Campeonato de Oceanía | Campeonato de Oceanía |
| Año                   | Lugar                 | Medalla               | Categoría             |
| --------------------- | --------------------- | --------------------- | --------------------- |
| 2012                  | Cairns (Australia)    | Medalla de plata      | –57 kg                |
| 2013                  | Apia (Samoa)          | Medalla de bronce     | –57 kg                |